# درياس القديم

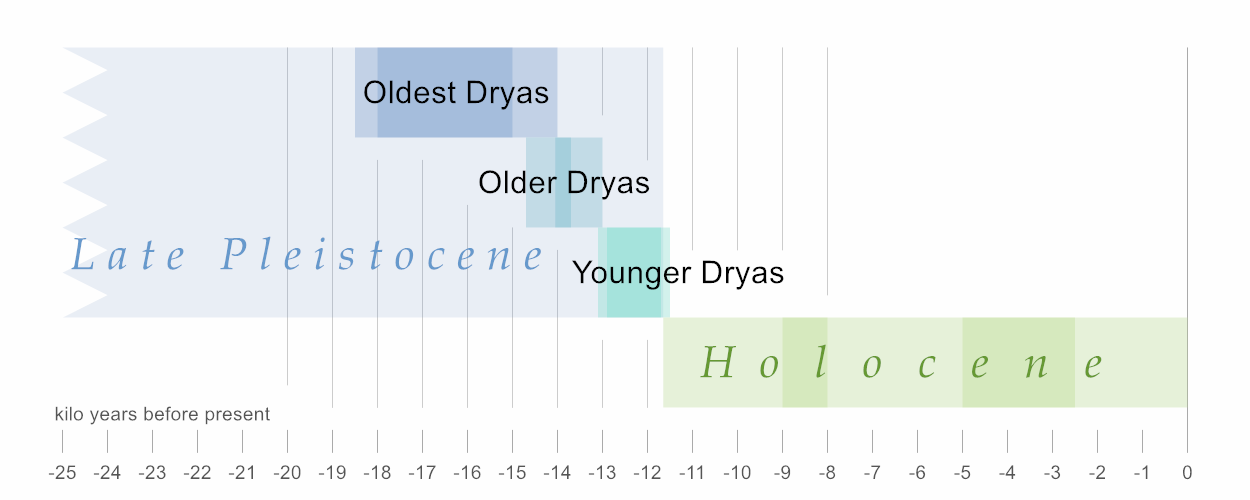
درياس ستاديالس

درياس القديم فترة بين جليدية [الإنجليزية] (باردة) بين تذبذب بولينج وتذبذب أليرود (المراحل الدافئة)، حوالي 14,000 سنة قبل الحاضر، قرب نهاية البليستوسيني. لم يتم تحديد تاريخها بشكل جيد، وقد كانت تقديرات متفاوتة بـ 400 سنة، لكن تم الاتفاق على أن مدته كانت حوالي 200 عام.
تمت مقاطعة الاحترار التدريجي منذ الذروة الجليدية الأخيرة (27,000 إلى 24,000 سنة قبل الميلاد) بنوبتين من البرد: درياس الأقدم ودرياس الأصغر (حوالي 12,900 - 11,650 سنة مضت). كانت الأنهار الجليدية في شمال إسكتلندا أكثر سمكا وأعمق خلال فترة درياس الأقدم من درياس الأصغر، ولا يوجد دليل على الاستوطان البشري لبريطانيا. في شمال غرب أوروبا كان هناك أيضًا درياس الأقدم مبكر (17 - 18.5 ألف سنة قبل الحاضر 14–15 ألف سنة قبل الحاضر). تم تسمية درياس على اسم جنس مؤشر لنبات درياس التي تتواجد في القطب الشمالي وجبال الألب، وقد تم العثور على بقاياها بتركيزات أعلى في الودائع خلال الفترات الأكثر برودة.